# حلمي مراد
حلمي مراد (12 أكتوبر 1920 - 9 ديسمبر 2001) كاتب ومؤلف مصري .

## نشأته
ولد حلمي مراد' في الإسكندرية لوالدين من مدينة قنا وكان الأب يعمل محاميا، وتلقى الابن تعليمه في مدارس قنا قبل أن يلتحق بكلية الحقوق جامعة القاهرة، واستهوته العاصمة لأنها تمنحه فرصة الذهاب الى المؤسسات الصحفية التى كان يراسلها وهو في المدرسة الثانوية ويبعث لها بمؤلفاته القصيرة، ونشر أولى قصصه عام 1940 باسم «الرد خالص»، وعقب حصوله على الليسانس التحق بمكتب المحامى السياسى مكرم عبيد، وقد تبناه المحامى المعروف فأسند إليه رئاسة تحرير مجلة كان يصدرها باسم «الكتلة»، وفى الوقت نفسه كان ينشر المقالات والقصص المؤلفة، والمترجمة، في مجلات دار الهلال ومنها «المصور»، و»الهلال»، و«الاثنين» و«الكواكب»، واتسع نشاطه إلى مجلات أخرى منها «مسامرات الجيب»، و«البلاغ» و«الرسالة»، و«الثقافة»، و«الراديو المصرى». وفى عام 1948، ترك المحاماة واستقال من العمل في مكتب مكرم عبيد، وتفرغ للأدب، وبعد عامين نشر مجموعته القصصية الأولى بعنوان «عندما تحب المرأة» عن سلسلة «كتب للجميع»، كما صدر له في العام نفسه كتاب عن أوسكار وايلد، وبعد أن ترجم الكثير من الروايات العالمية في دار الهلال، وبعد أن تأكد أنه لن توجد مؤسسة تستوعب كل ما يكتب أو يترجم، قرر أن يصدر العدد الأول من «كتابى» على نفقته الخاصة.

## سلسلة كتابي
فى مارس من العام 1953 أصدر حلمي العدد الأول من سلسلة كتابى،. وهو كتاب للقصة والثقافة . كان الهدف الرئيس هو أن يقرأ الناس أعماله، وكان العدد الأول باسم «خطايا الحب»، وقد كتب بنفسه أغلب صفحاته خاصة القصة القصيرة «الغفران»، وقد شرح رؤيته حول المطبوعة الجديدة في المقدمة قائلا: «ولما كنا في عصر السرعة، ووقتك لا يتسع لمتابعة ومطالعة أحدث الكتب الشائعة والقصص العالمية في طبعاتها الكاملة، ولغاتها الأصلية، فضلا عن التراث القديم من الكتب التى سمعت عنها، ولم تسنح لك من قبل فرصة قراءتها، لذلك رأيت أن أتولى عنك، هذه المهمة، فأنتقى لك كل شهر من بين آلاف الكتب القصصية وغير القصصية ثمانية من أروعها، وأمتعها، ألخصها لك بالطريقة والأسلوب اللذين تعودتهما منى، والإخراج العصرى الذى يخاطب الحس الفنى المرهف والذوق الجميل». وكان حلمي واسع الأفق وشعلة من النشاط فهو لم يحصر اهتماماته فيما يقدمه إلى القراء عند ثقافة معينة و أتى بالكتب من جغرافيا العالم كافة، ونشر عن كل المدارس والاتجاهات الأدبية، خاصة في «مطبوعات كتابى»، التى كانت بمثابة مدخل الى الكتب وعليك أن تبحث عن العمل الكامل الذى تريد قراءته، ثم راح يوفر هذه الأعمال الكاملة، فمن الأدب الروسى قدم «الحرب والسلام»، لتولستوى، و«نينوتوشكا» لدوستيوفسكى، و«الحب الأول» لتورجنيف، وهو عمل غير مألوف للقارئ العربى، و«رجال ونساء» لماكسيم جوركى، و«ماريا ايفانوفا» لبوشكين، ما يعنى أنه وضع ناظريه على كل المدرسة الروسية، وكانت الخاتمة المتألقة في ترجمة رواية «دكتور زيفاجو» لباسترناك. ومن الأدب الفنلنلدى قدم «الظمأ للحب» لميكا فالتاراى، ومن تركيا قدم رواية «تحت ظلال الليلا» لمبرورة سامى، ومن الأدب النمساوى «حذار من الشفقة» لستيفان تسافيج، ومن الأدب الايطالى «ديكاميرون» لبوكاشيو، وقد شغف كثيرا  بألبرتو مورافيا فترجم له القصص القصيرة لعل أجملها «لوقا»، كما قدم له كتاب «الخطيئة الأولى». وقدم مجموعة من القصص الصينية تحت عنوان «قصص من الصين»، كما ترجم «قلوب ضالة» لطاغور، وإذا كان الرجل قد اهتم بالإبداع الأوروبى في القرن التاسع عشر، فإنه أيضا قدم الكاتبة المعاصرة فرانسواز ساجان وروايتيها «هل تحبين برامس»، و«السحب الرائعة»، كما قدم القسم الأول من رواية «البحث عن الزمن الضائع» باسم «حب سوان» لمارسيل بروست. ومن التجارب الأدبية الجديدة قدم «قاتل بلا أجر» ليوجين يونسكو، وكان حريصا على تقديم الروايات العالمية التى تدور أحداثها في مصر ومنها «بيلا دونا» لروبرت هيتشن، أو الروايات التى تناصر الحق الفلسطينى مثل «الطريق إلى بئر سبع» لايثيل مانين وهى روائية بريطانية، ويبدو مدى الرقى في اختياراته وهو يقدم « ضحكات في الظلام» لفلادمير نابوكوف.
أما الأدب الفرنسى فقدمه من الأعمال والأدباء، ومنهم الكسندر ديماس، وأندريه جيد، وأناتول فرانس، وفيكتور هيجو، وهو أول من قدم رواية «حياة امرأة» لموباسان في جزءين، و«الابن الضال» لهنرى بوردو، و«مدموازيل جوفر» لمارسيل ماريفو، وقد قرأ السينمائيون المصريون هذه الأعمال واقتبسوا منها الأفلام دون الإشارة إلى المصادر. 
كان ظهور حلمى مراد تم في سنوات التدفق الملحوظ وارتفاع الترجمة على المستوى الشعبى ثم  ومع ازدهار حركة النشر الحكومي علي يد الدولة ، تعثر مشروعه في نهاية الستينيات   بعد أن صدر من «مطبوعات كتابي» قرابة المائتي عدد، وابتعد اسم الأستاذ حلمي مراد عن خضم الحياة الثقافية حتي أصبح اسمه أقرب إلي الأسماء التذكارية.
وفي منتصف تسعينيات القرن العشرين عقد اتفاقا مع المؤسسة العربية الحديثة علي إعادة إصدار «مطبوعات كتابي»، وعادت السلسلة للظهور مجددا لتصل إلي جيل جديد.